# Джимон Гонсу
Джимо́н Гонсу́ (фр. Djimon Hounsou; нар. 24 квітня 1964, Котону, Бенін) — бенінський актор і модель. Як актор Гонсу двічі номінувався на премію «Оскар» і є першим актором в історії кінематографа уродженцем Африки, який номінувався на цю нагороду за виконання чоловічої ролі другого плану.

## Життєпис
Джимон Гонсу народився 24 квітня 1964 року в Котону, Бенін, у родині П'єра та Альбертіні Гонсу, вихідців з народу фон. Батько працював кухарем, мати була домогосподаркою.
У 1977 році Джимон Гонсу разом із своєю сім'єю переїхав у Париж, де отримав освіту. Після закінчення школи Гонсу не зміг знайти роботу і протягом двох років бродяжив, жив на паризьких вулицях.

## Кар'єра

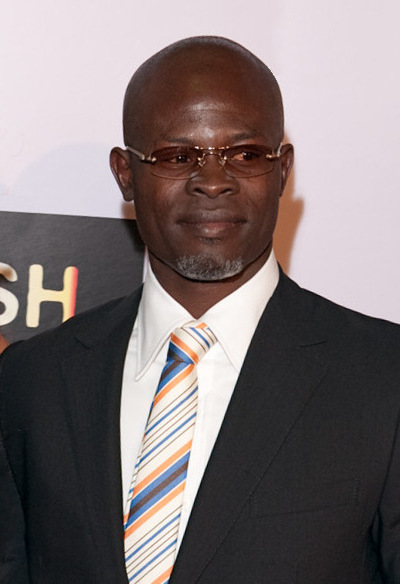
Джимон Гонсу на прем'єрі стрічки П'ятий вимір, 24 грудня 2009 року.

У віці 22-х років його побачив відомий модельєр Тьєррі Мюґлер та найняв як модель. Участь у кількох показах привернула до Гонсу увагу фотографів, а потім і режисерів відеокліпів — він знявся в кліпах Стіва Вінвуда, Мадонни, Поли Абдул, Джанет Джексон.
У 1990 році Джимон Гонсу перебрався до Лос-Анджелеса, вирішивши стати актором. Для того щоб вільно спілкуватися з людьми та влаштуватися на роботу, йому довелося у терміновому порядку вивчати англійську мову. Він отримав маленьку роль у трилері «Незаконне вторгнення», а потім знявся у фантастичній картині Роланда Еммеріха «Зоряна брама» (1994).
Робота Гонсу в драмі Стівена Спілберга «Амістад» (1997) була високо відзначена критиками й актора висунули на здобуття премії «Золотий глобус». Серед інших фільмів з його участю можна назвати трилер «Підйом з глибини» і телесеріал «Швидка допомога».
У 2000 році на екрани вийшов історичний бойовик Рідлі Скотта «Гладіатор», у якому Джимон Хонсу виконав роль Джуби. 
2002 року знявся у фільмі «Чотири пера».

## Особисте життя
У 2007 році почав зустрічатися з американською моделлю афро-японського походження Кіморою Лі Сіммонс. 30 травня 2009 року народився їх син Кендзо Лі Гонсу, який був названий так, бо японською «Кендзо» означає «три» (третя дитина Кімори).
У листопаді 2012 року пара розлучилася.

## Фільмографія

### Фільми
| Рік  |     | Українська назва                                | Оригінальна назва                          | Роль                   |
| ---- | --- | ----------------------------------------------- | ------------------------------------------ | ---------------------- |
| 1990 | ф   |                                                 | Without You I’m Nothing                    | екс-бойфренд           |
| 1992 | ф   | Незаконне вторгнення                            | Unlawful Entry                             | в'язень                |
| 1993 | ф   | Вбивство Зої                                    | Killing Zoe                                | Моїз                   |
| 1994 | ф   | Зоряна брама                                    | Stargate                                   | Гор                    |
| 1997 | ф   |                                                 | Ill Gotten Gains                           | Фая                    |
| 1997 | ф   | Амістад                                         | Amistad                                    | Сінке                  |
| 1998 | ф   | Глибинний підйом                                | Deep Rising                                | Віво                   |
| 2000 | ф   | Гладіатор                                       | Gladiator                                  | Джуба                  |
| 2002 | ф   | Чотири пера                                     | The Four Feathers                          | Абу Фатма              |
| 2002 | ф   | Повний привід                                   | Le Boulet                                  | детектив Юссуф         |
| 2003 | ф   | В Америці                                       | In America                                 | Матео Куамей           |
| 2003 | ф   | Байкери                                         | Biker Boyz                                 | Motherland             |
| 2003 | ф   | Лара Крофт розкрадачка гробниць: колиска життя  | Lara Croft Tomb Raider: The Cradle of Life | Коса                   |
| 2004 | ф   | Блуберрі                                        | Blueberry                                  | Вудгед                 |
| 2005 | ф   | Костянтин: Володар темряви                      | Constantine                                | Міднайт                |
| 2005 | ф   | Салон краси                                     | Beauty Shop                                | Джо                    |
| 2005 | ф   | Острів                                          | The Island                                 | Альберт Лоурент        |
| 2006 | ф   | Кривавий алмаз                                  | Blood Diamond                              | Соломон Ванді          |
| 2006 | ф   | Ерагон                                          | Eragon                                     | Аджихад                |
| 2008 | ф   | Ніколи не здавайся                              | Never Back Down                            | Жан Рокуа              |
| 2009 | ф   | П'ятий вимір                                    | Push                                       | агент Генрі Карвер     |
| 2010 | ф   | Буря                                            | The Tempest                                | Калібан                |
| 2011 | ф   | Білий слон                                      | Elephant White                             | Кертіс                 |
| 2011 | ф   | Загін особливого призначення                    | Forces spéciales                           | Ковакс                 |
| 2013 | ф   | Видача багажу                                   | Baggage Claim                              | Квінтон Джемісон       |
| 2014 | мф  | Як приборкати дракона 2                         | How to Train Your Dragon 2                 | Драго Кровожер (голос) |
| 2014 | ф   | Вартові галактики                               | Guardians of the Galaxy                    | Корат Переслідувач     |
| 2014 | ф   | Сьомий син                                      | The Seventh Son                            | Раду                   |
| 2015 | ф   | Форсаж 7                                        | Furious 7                                  | Мозе Джаканде          |
| 2015 | ф   | Записки Ватикану                                | The Vatican Tapes                          | вікарій Імані          |
| 2015 | ф   | Повітря                                         | Air                                        | Картрайт               |
| 2016 | ф   | Легенда про Тарзана                             | The Legend of Tarzan                       | Мбонга                 |
| 2017 | ф   | Король Артур: Легенда меча                      | King Arthur: Legend of the Sword           | Бедівер                |
| 2017 | ф   | Same Kind of Different as Me                    | Same Kind of Different as Me               | Денвер Мур             |
| 2018 | ф   | Аквамен                                         | Aquaman                                    | Ріку                   |
| 2018 | док |                                                 | In Search of Voodoo: Roots to Heaven       | оповідач               |
| 2019 | ф   | Море спокуси                                    | Serenity                                   | Дюк                    |
| 2019 | ф   | Капітан Марвел                                  | Captain Marvel                             | Корат Переслідувач     |
| 2019 | ф   | Шазам!                                          | Shazam!                                    | чарівник               |
| 2019 | ф   | Ангели Чарлі                                    | Charlie's Angels                           | Сем Бослі              |
| 2020 | ф   | Тихе місце 2                                    | A Quiet Place: Part II                     | людина на острові      |
| 2021 | ф   | Kingsman: Велика гра                            | Kingsman: The Great Game                   | Нілл Кенлок            |
| 2022 | мф  | Лапи гніву: Легенда про Самурая                 | Paws of Fury: The Legend of Hank           | Сумо (голос)           |
| 2023 | ф   | Шазам! Лють Богів                               | Shazam! Fury of the Gods                   | чарівник               |
| 2023 | ф   | Ґран Туризмо                                    | Gran Turismo                               | Стів Марденборо        |
| 2023 | ф   | Бунтівний місяць. Частина 1: Дитя вогню         | Rebel Moon                                 | генерал Тайтус         |
| 2024 | ф   | Бунтівний місяць. Частина 2: Та, що лишає шрами | Rebel Moon – Part Two: The Scargiver       | генерал Тайтус         |
| 2024 | ф   | Тихе місце: День перший                         | A Quiet Place: Day One                     | Генрі                  |
| 2026 | ф   | Тремтіння                                       | Shiver                                     |                        |

### Серіали
| Рік       |    | Українська назва      | Оригінальна назва    | Роль                                                                       |
| --------- | -- | --------------------- | -------------------- | -------------------------------------------------------------------------- |
| 1990      | с  | Район Беверлі-Гіллз   | Beverly Hills, 90210 | Дурман (Епізод: "Class of Beverly Hills")                                  |
| 1999      | с  | Швидка допомога       | ER                   | Молабаж Ікабо (6 серій)                                                    |
| 2000      | мс | Дика сімейка Тонберів | The Wild Thornberrys | селянин (Епізод: "Luck Be an Aye-Aye")                                     |
| 2001      | с  |                       | Soul Food            | Віктор Онука (Епізод: "Games People Play")                                 |
| 2003—2004 | с  |                       | Alias                | Казарі Бомані (3 серії)                                                    |
| 2010      | мс | Чорна Пантера         | Black Panther        | Т'Чалла / Чорна пантера (6 серій)                                          |
| 2016      | с  | Вейворд Пайнс         | Wayward Pines        | CJ Mitchum (10 серій)                                                      |
| 2018      | мс | Дракони               | DreamWorks Dragons   | Драго Кровожер (Епізод: "King of Dragons")                                 |
| 2019      | с  |                       | 长安十二时辰         | майстер Ґе (Епізод: "Time Of Great Waste")                                 |
| 2021      | мс | Що як…?               | What If...?          | Корат Переслідувач (Епізод: "А що як... Т'Чалла став би Зоряним Лицарем?") |

### Відеоігри
| Рік  |    | Українська назва | Оригінальна назва | Роль                                       |
| ---- | -- | ---------------- | ----------------- | ------------------------------------------ |
| 2020 | вг | NBA 2K21         | NBA 2K21          | тренер Генрі Бішоп (також захоплення руху) |